# 油竹坝水库
油竹坝水库也称美月湖，是中国云南省梁河县小厂乡境内的一座小（一）型水库。水库始建于1958年，之后经过多次加固扩建，最终于1980年形成现在的规模。水库集水面积1.3平方千米，总库容185万立方米。大坝位于友义村民委员会平场村以东，坝高22米，坝顶宽5米，长110米。油竹坝水库是梁河县抗旱保粮的重点蓄水水库，主要灌溉小厂乡1300亩农田。在2018年箐头河水库完工前，油竹坝水库一直是梁河县最大的蓄水工程。目前油竹坝水库以“美月湖”的名义在进行旅游开发。油竹坝水库施行河（湖）长制，现水库河湖长为梁河县人民政府党组成员蔺以尧，联系部门为县水利局。